# 驼腰岭镇
驼腰岭镇，是中华人民共和国吉林省通化市柳河县下辖的一个乡镇级行政单位。

## 行政区划
驼腰岭镇下辖以下地区：
六道沟村、黎明村、杨家村、杨鲜村、甸心村、大庙村、拐磨子村、杜家街村、新立村、高油坊村、东兴屯村、七棵树村、宝石村、新发屯村、板庙子村、宝善村、三合堡村和七鲜村。